# Girl Next Door The Last ~A-Side Single Best~
Albums de Girl Next Door
Life of Sound
(2013)
Compilations par Girl Next Door
The Last ~Upper & Ballad Selection~
(2013) The Last ~Album Collection~
(2013)
Girl Next Door The Last ~A-Side Single Best~ est la 3e compilation du groupe Girl Next Door, elle sort le 20 novembre 2013 au Japon et marque le dernier projet du groupe avant leur séparation en décembre. L'album sort en format 2CD. Il sort le même jour que 3 autres compilations : Girl Next Door The Last ~Upper & Ballad Selection~, Girl Next Door The Last ~Album Collection~ et Girl Next Door The Last ~Premium Complete Box~. Cette compilation contient toutes les A-Side du groupe et une chanson inédite Urban Dance. Elle arrive 48e à l'Oricon et reste classé une semaine.

## Liste des titres
| 1.  | Gūzen no Kakuritsu (偶然の確率) |  |
| 2.  | Drive away                      |  |
| 3.  | Shiawase no Jōken (幸福の条件)  |  |
| 4.  | Jōnetsu no Daishō (情熱の代償)  |  |
| 5.  | Escape                          |  |
| 6.  | Seeds of dream                  |  |
| 7.  | Infinity                        |  |
| 8.  | Be your wings                   |  |
| 9.  | Friendship                      |  |
| 10. | Wait for you                    |  |
| 11. | Orion                           |  |
| 12. | Freedom                         |  |

| 1.  | Ready to be a lady                                                |  |
| 2.  | Kaze no Capsule (風のカプセル)                                    |  |
| 3.  | Shiawase no Hakari (しあわせの秤)                                 |  |
| 4.  | Unmei no Shizuku ~Destiny's star~ (運命のしずく ~Destiny's star~) |  |
| 5.  | Hoshizora Keikaku (星空計画)                                      |  |
| 6.  | Silent Scream                                                     |  |
| 7.  | Dada Para!! (ダダパラ!!)                                          |  |
| 8.  | Rock Your Body (Extended)                                         |  |
| 9.  | Boogie-Woogie Night (ブギウギナイト)                              |  |
| 10. | Signal                                                            |  |
| 11. | All my life                                                       |  |
| 12. | Standing for you                                                  |  |
| 13. | Urban Dance                                                       |  |